# Lucien Barnier
Pour les articles homonymes, voir Barnier.
 (mars 2022).
Lucien Barnier (19 septembre 1918 à Paris 14e - 3 février 1979 à Paris 9e) est un journaliste scientifique et écrivain français, licencié ès lettres. 

## Biographie
Orphelin de son père qui meurt quelques mois après sa naissance, sa mère le ramène à Charoux dans l'Allier. Il est marqué par la manifestation de l'extrême droite en Février 34 et adhère aux Jeunesses communistes de Gannat. Avec l'appui de l'un de ses camarades, Raymond Roussat, il devient secrétaire des JC à Gannat et prononce même un discours lors de la victoire du Front Populaire en 1936. Afin de poursuivre ses études, il délaisse la politique et s'engage même dans l'armée en 1938. Il effectue un stage de trois mois à l’École nationale des cadres de la Jeunesse d’Uriage (Isère) en 1940. Un journaliste socialiste de Clermont-Ferrand, Rochon, le fait entrer dans la Résistance en 1941. source : Jean Maitron, Claude Pennetier, 
C'est là qu'il rencontre Raymond et Lucie Aubrac et resteront amis bien après la guerre.  En tentant de regagner Londres avec des aviateurs anglais, il est arrêté à la frontière espagnole le 14 janvier 1943. Il est incarcéré à Barcelone, malade, il y perd un rein. En prison, grâce à la personnalités de codétenus, Lucien Barnier renoue des liens étroits avec le communisme. Il sera libéré le 29 octobre puis rejoint Alger. Il intègre alors le ministère d'Henri Frenay avec lequel il gardera toujours des liens étroits. Il participe au débarquement dans le Sud de la France, à Fréjus, le 3 Août 1944 avec les Alliés. En 1945, il écrit un roman "Les clandestins" qui sera adapté au cinéma un an plus tard par Pierre Lestringuez et réalisé par André Chotin. Fondateur des « émissions de la jeunesse » à la Radio-télévision française, Lucien Barnier fut révoqué avec les autres journalistes communistes en 1948. En 1950, pour le compte du Parti communiste français, il crée et anime une série d'émissions destinées à la propagande communiste émises depuis Prague, Varsovie et Budapest. à partir de 1958, Il fera de nombreux voyages en U.R.S.S. et rencontrera de nombreux scientifiques soviétiques. C'est lors de ces séjours qu'il prendra conscience des problèmes dans la société soviétique et qu'il commence son éloignement avec le communisme.
Après une longue route partagée avec le Parti communiste français (1934-1959) et L'Humanité, il rompt avec ceux-ci en 1960. Il participe alors à la rédaction de plusieurs journaux dont Paris-Presse et Combat où il rencontre Pierre Desgraupes qui relancera sa carrière de journaliste, il participera à plusieurs émissions de Cinq colonnes à la une.
En 1960, Il fonde avec son épouse Denise Poissant (qui lui donnera deux enfants, Catherine et Christophe) une agence de presse spécialisée dans les domaines scientifiques et médicaux « Science-Service ». En 1961, pour le compte de Radio-Luxembourg (ancien nom de RTL), il sera même le seul journaliste français envoyé en U.R.S.S. pour le retour de Youri Gagarine et obtiendra même une interview du cosmonaute.
Lucien Barnier sera l'un des précurseurs, en France, de la vulgarisation scientifique avec l'émission de radio, nommée Aux Frontières de l'inconnu à Radio Luxembourg (RTL) (1957-1970), qu'il décline en presse par la fondation du bimensuel Futur en 1965 ; puis c'est France Inter, FR3, ainsi que de nombreux articles pour la Presse quotidienne régionale et nationale (Ouest-France, Le progrès de Lyon, Les Dernières Nouvelles d'Alsace, France-Soir, La Dépêche du Midi, Le Provençal, La Voix du Nord, Le Journal du dimanche...). 

Il est également l'auteur de nombreux ouvrages scientifiques traduits en plusieurs langues : Analyse des mouvements Tome 1 et 2 (1950-1955), La Terre, planète inconnue (1957), À quoi rêvent les savants soviétiques (1958), Terres du ciel (1963), La télévision entre les lignes (1967), L'odyssée des océanautes (1968), Les années terribles de l'espérance (1972) et J'ai quitté le Parti pour Dieu (1978).
Marié quatre fois, il aura cinq enfants : Jean-Paul, Jean-Pierre, Catherine, Christophe et Aurélie avec son ultime épouse et collaboratrice, Catherine Thoury.
Sa voix si particulière aura marqué plusieurs générations, on peut réécouter plusieurs de ses émissions sur le site de l'INA et trouver ses livres sur plusieurs sites. 
Il meurt le 3 février 1979 des suites d'un cancer. Ses funérailles ont lieu en l'église N-D de Lorette dans le 9ème arrondissement de Paris. Il est inhumé au cimetière parisien de Pantin. source : Christophe Barnier, l'un de ses fils.

## Distinctions
- Médaille de la Résistance
- Médaille des évadés de France
- Chevalier de la Légion d'honneur